# Epoca germanică a fierului

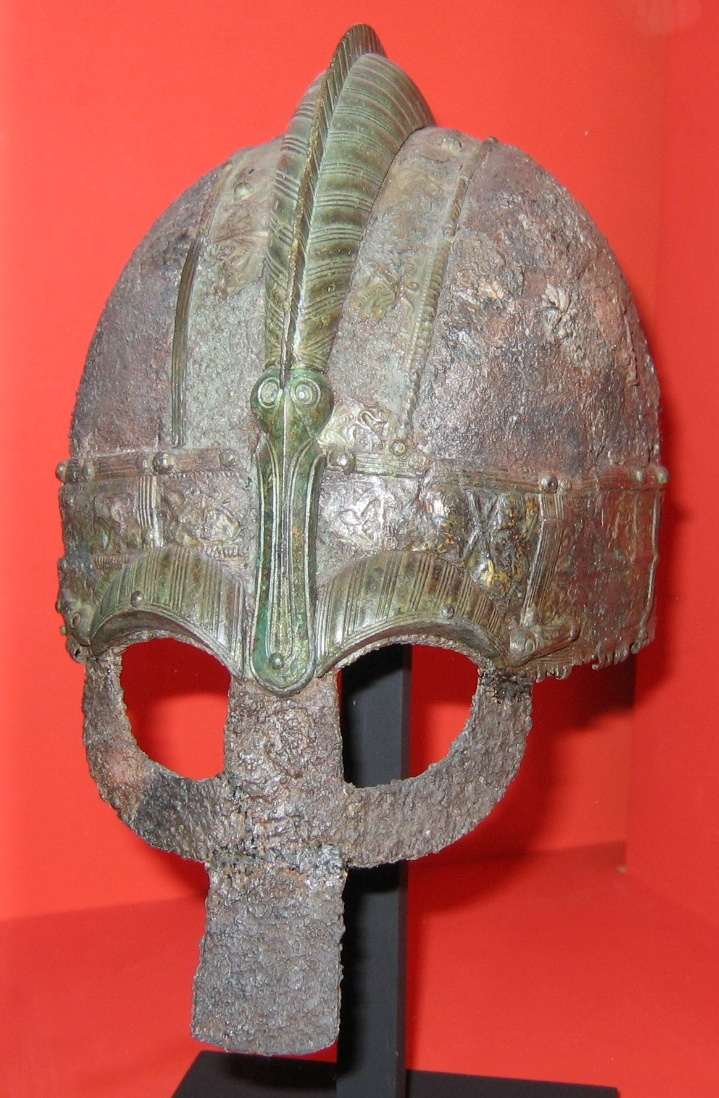
Cască din timpul Epocii germanice târzii a fierului, descoperită în Suedia.

Epoca germanică a fierului a fost o perioadă din istoria Europei de Nord, încadrată în intervalul secolelor V-VIII d.Hr. Această epocă a început imediat după Epoca migrațiilor.

## Evenimentele epocii
Epoca germanică a fierului a început imediat după căderea Imperiului Roman de Apus și după ascensiunea regatelor germanice în Europa Occidentală.
În timpul acestei epoci, scandinavii au învățat metalurgia fierului, de care s-au folosit pentru confecționarea unor arme și armuri mai bune. 
După tipul de obiecte din fier descoperite de arheologi, epoca germaică a fierului se împarte în două epoci:
- Epoca germanică timpurie a fierului (numită EGIA);
- Epoca germanică târzie a fierului (numită LGIA sau Era Vendel);

În EGIA, apar obiecte decorate cu motive zoomorfe, iar în LGIA sunt decorate prin tehnici de întrețesere. În timpul acestei perioade, se bat monezi din aur, și se fac teci pentru săbi decorate frumos. 
Tot în această perioadă, scandinavii construiesc nave ușoare și lungi, decorate cu capete de șarpe sculptate, nave pe care le vor folosi în invaziile lor viitoare. Aceste evenimente au marcat sfârșitul Epocii germane a fierului și începutul Epocii vikingilor .